# П'єтро Дзіані
П'єтро Дзіані (італ. Pietro Ziani) — 42-й венеційський дож у 1205—1229 роках.

## Біографія
Належав до торгівців цінним крамом. Його родина мешкала в парафії Сан-Джустіна, де знаходився родинний палац роду Дзіані. Син дожа Себастьяно Дзіані і Фроззо. Народився у 1153 році.
1173 року замість свого батька разом з братом Джакомо зайнявся родинною торгівлею. Того ж року на венеційському флоті брав участь в облозі Анкони. З 1174 до 1202 року активно займався торгівлею з Левантом. В цей період призначається юридичним представником монастиря Сан-Джорджо-Маджоре.
У 1177 році з братом вирішив розділити нерухоме майно. Того ж року брати від імені Республіки вітали папу римського Олександра III, що прибув з нагоди підписання миру з імператором Фрідріхом I.
У 1178 році його було внесено до списку радників дожа Оріо Мастроп'єро. 1181 року брав участь у військовій кампанії проти міста Зара. 1184 року разом з Енріко Дандоло і Доменіко Санудо очолював посольство до візантійського імператора Андроніка I стосовно реалізації венеційсько-візантійської угоди 1183 року.
Брав участь у Четвертому хрестовому поході, зокрема у захопленні й розграбуванні Константинополя. 1185 року розділив з братом рухоме майно, що не було тоді звичайним. 1186 року призначається суддею (перебував на посаді до 1203 року). У 1187 році він позичив державі 90 венеційських лір для фінансування нового нападу на Зару. 1189 року призначається ректором (намісником) Арбею, але 1190 року вигнано звідти загонами зарійців.
У 1192 році він був серед виборців Ради сорока дожа Енріко Дандоло. З червня 1201 по червень 1202 року він був подестою Падуї. У 1203—1205 роках був членом Малої ради.
5 серпня 1205 року обирається новим дожем. На той час становище Венеції в Латинській імперії було настільки потужним, що навіть виникла пропозиція перенести столицю Республіки до Константинополя. Але Велика рада відхилила цю ідею. 
У 1206 році флот під командуванням Ран'єро Дандоло та Руджеро Премаріно окупував Корфу, а наступного року — Короні та Метоні, 1209 року після запеклого спротиву — Крит. Від Негропонте та Мореї дож отримав лише клятви вірності, тоді як більшість островів Егейського моря стали володінням венеційських родин, які не бажали визнавати суверенітет метрополії. У 1206 і 1214 роках уклав угоди з Пізанською республікою задля припинення піратства останньої в Егейському морі.
Протягом урядування йому вдалося встановити венеційських подестів у комунах міст Романії та Марки, а також Аквілейського патріархату, чим збільшено політичний вплив в цих землях. Також дож сприяв купівлі земель в Італії венеційськими монастирями та громадянами.
Продовжив розбудову адміністративного апарату, створивши велику канцелярію та Сенату. У 1207 році, за схваленням суддів, Малої ради та Великої ради, він оприлюднив закон, який переглянув формування та склад головних магістратур завдяки дворівневому механізму виборів, який до того часу використовувався лише для висування дожа. 
1208 року було укладено торгівельну угоду з Аз-Захіром Газі, еміром Алеппо. При цьому за час свого урядування П'єтро Дзіані відмовся допомагати венеційським флотом учасникам наступних хрестових походів. 1209 року імператор Оттон IV підтвердив старовинні привілеї венеційських торгівців у Священній Римській імперії.
1210 року уклав договір з епірським деспотом Михайлом І, яким останній визнав зверхність Венеції над Епіром, зобов'язався сплачувати 42 літри (1 літра дорівнювала 329 г) гіперпіронів за володіння Діррахієм, а також надав венеційцям широкі торгові привілеї та звільнення від сплати податків. Невдовзі венеційці допомогли деспоту взяти в облогу Фессалоніки. Того ж року визнав наксоським герцогом Марко Санудо, з яким було укладено союзний договір. 1211 року Равано далле Карчері, сеньйор Неграпонте, визнав себе васалом Республіки.
1213 року адаптував законодавчу систему, доповнивши правила, написані його попередниками, та розпочавши складання органічної збірки статутів, яка була завершена у 1223 та 1226 роках. 
Він прагнув підтримувати мир з Падуєю після інциденту (обміну образами) на фестивалі 1215 року в Тревізо, щоб Венеція могла зосередитися на своїх нових володіннях на Сході, але був змушений відбивати вторгнення падуанців у Війні за Замок Кохання. Вирішальна битва відбулася 22 жовтня у гирлі річки Адідже. 9 квітня 1216 року в церкві Сан-Джорджо-ін-Альга у Венеції було підписано окремі мирні договори для Падуї та Тревізо. 
1216 року уклав договір з угорським королем Андрашем II, за яким останній визнав місто Зару власністю Республіки. Надалі проводилася політика щодо встановлення влади на адріатичним узбережжям Балкан від Істрії до Корфу, що було досягнуто до 1225 року.
1217 року було укладено угоду з султаном Аль-Аділєм I, що збільшено можливості венеційської торгівлі у Єгипті. 1218 року уклав договір з Генуєю щодо свободи торгівлі на Сході.
Ближче до кінця його правління, вперше у венеційській історії, з'явилися правила, що стосувалися морського права. 1220 року за дорученням дожа Джакопо Тьєполо, подеста Константинополя, уклав торгівельну угоду з румським султаном Кей-Кубадом I. Того ж року імператор Фрідріх II підтвердив привілеї для венеційських купців.
На початку осені 1228 року він тяжко захворів і у вересні склав заповіт. У жовтні призначив віцедожем Теофіла Дзено. У лютому 1229 року П'єтро Дзіані відмовився від влади. Його наступником став Джакопо Тьєполо. Колишній дож помер 14 березня 1229 року і похований у церкві Сан-Джорджо-Маджоре.
Від своєї першої дружини Марії Баседжо у нього не було дітей. Овдовівши у 1221 році, він повторно одружився з Констанцією, донькою сицилійського короля Танкреда Отвіля. В цьому шлюби народилися: сина Марко, який помер у 1254 році, та доньки Марія та Маркезіна. 